# Trini Falcés
Trinidad Falcés (La Coruña, 1942-10 de agosto de 2022), conocida como La Trini, fue una activista española por los derechos de las personas transgénero durante el franquismo. Fue la primera mujer abiertamente trans de su ciudad natal.

## Durante el franquismo
Falcés nació intersexual, y comenzó a usar el nombre de Trinidad a los 11 años en 1953. Emigró de Sevilla a Barcelona para hacer la mili, y residió en esta ciudad durante la mayor parte de su vida posterior. En ella trabajó en la prostitución y en cabarets, donde recibió el apodo de La Mami por la canción «Mamy Blue».
En una redada fue fichada por primera vez por la policía franquista, tras lo que encadenó varias condenas y sentencias de cárcel por incumplir la Ley de peligrosidad social. Pasó cinco años en prisión, varios meses de los cuales fueron en la cárcel de Badajoz, un campo de concentración para homosexuales y personas trans.

## Era post-franquista
Después de la muerte del dictador Francisco Franco en 1975, fue una de las personas que encabezó en 1977 la primera marcha del orgullo en Barcelona. En la década de 1990 regresó a Coruña y en 2007 fue reconocida como víctima del franquismo por la Ley de Memoria Histórica. Finalmente en 2019 recibió el premio Elisa y Marcela por su lucha por la integración y la diversidad sexual.
Falleció el 10 de agosto de 2022 en su Coruña natal.En 2025 se inauguró en esta ciudad la instalación Relembrando a Trini y se publicó la biografía É mellor loitar que morrer de fame, ambas del artista Sergio Marey.